# Nino Pavese
Nino Pavese (Asti, 16 aprile 1904 – Roma, 21 dicembre 1979) è stato un attore e doppiatore italiano.

## Biografia
Fratello minore del più famoso Luigi Pavese e padre di Paila Pavese, iniziò anch'egli la sua carriera come attore di teatro, prima come membro di varie compagnie di grido, poi formandone una propria verso la fine degli anni trenta.
Dopo un lungo periodo caratterizzato da tanta gavetta e pochi ruoli importanti, esordì al cinema nel 1936 nel film drammatico I due sergenti di Enrico Guazzoni, grazie al quale venne notata la sua presenza fisica ed il suo volto beffardo, che lo resero sempre più adatto ad interpretare film di genere avventuroso e drammatico, quasi sempre nel ruolo di cattivo.
Tuttavia, Pavese al cinema non ebbe mai l'occasione di esprimersi pienamente, ma nonostante questo, grazie al suo apprezzato timbro di voce, ottenne grandi successi come attore alla radio e doppiatore, interpretando molti attori, tra cui Steve Cochran, Albert Dekker, James Cagney, Bruce Cabot, Anthony Caruso, Leif Erickson, Gene Evans, Marc Lawrence, Ted de Corsia, Jack Carson, John Dennis, Anthony Quinn, Neville Brand, Arthur Kennedy, Regis Toomey, Gilbert Roland, Bruce Bennett, Charles Drake, Everett Sloane, Roy Roberts, Conrad Veidt, Edmond O'Brien, Henry Wilcoxon, Robert Horton ed Henry Daniell. Ha prestato la voce anche ad Agenore Darling nel doppiaggio originale (1953) del film d'animazione Disney Le avventure di Peter Pan.
Negli anni sessanta e settanta fu presente anche in numerosi sceneggiati televisivi fra cui, nel 1969, La donna di cuori.
Dal suo matrimonio nel 1930 con Jolanda Peghin, il 23 settembre 1942 nacque a Roma la figlia Paila, anche lei attrice e doppiatrice. 
Morì a Roma il 21 dicembre del 1979 all'età di 75 anni. Riposa presso il cimitero del Verano.

## Filmografia
- I due sergenti, regia di Enrico Guazzoni (1936)
- Antonio Meucci, regia di Enrico Guazzoni (1940)
- La fanciulla di Portici, regia di Mario Bonnard (1940)
- Il pirata sono io!, regia di Mario Mattoli (1940)
- Non me lo dire!, regia di Mario Mattoli (1940)
- Abbandono, regia di Mario Mattoli (1940)
- I pirati della Malesia, regia di Enrico Guazzoni (1941)
- Nozze di sangue, regia di Goffredo Alessandrini (1941)
- Il fanciullo del West, regia di Giorgio Ferroni (1942)
- Oro nero, regia di Enrico Guazzoni (1942)
- Labbra serrate, regia di Mario Mattoli (1942)
- Tempesta sul golfo, regia di Gennaro Righelli (1943)
- Il nostro prossimo, regia di Gherardo Gherardi, Aldo Rossi (1943)
- Una piccola moglie, regia di Giorgio Bianchi (1943)
- Non mi muovo!, regia di Giorgio Simonelli (1943)
- Dagli Appennini alle Ande, regia di Flavio Calzavara (1943)
- La valle del diavolo, regia di Mario Mattoli (1943)
- Circo equestre Za-bum, regia di Mario Mattoli (1945)
- Non ammazzare, episodio de I dieci comandamenti, regia di Giorgio Walter Chili (1945)
- Il sole di Montecassino, regia di Giuseppe Maria Scotese (1945)
- Io t'ho incontrata a Napoli, regia di Pietro Francisci (1945)
- Le vie del peccato, regia di Giorgio Pàstina (1946)
- La gondola del diavolo, regia di Carlo Campogalliani (1946)
- La primula bianca, regia di Carlo Ludovico Bragaglia (1946)
- Il tiranno di Padova, regia di Max Neufeld (1946)
- Pian delle stelle, regia di Giorgio Ferroni (1946)
- Il mulino del Po, regia di Alberto Lattuada (1948)
- Come scopersi l'America, regia di Carlo Borghesio (1949)
- Antonio di Padova, regia di Pietro Francisci (1949)
- Una voce nel tuo cuore, regia di Alberto D'Aversa (1949)
- Il brigante Musolino, regia di Mario Camerini (1950)
- L'edera, regia di Augusto Genina (1950)
- Core 'ngrato, regia di Guido Brignone (1951)
- L'ultima sentenza, regia di Mario Bonnard (1951)
- Vedi Napoli e poi muori, regia di Riccardo Freda (1952)
- Maschera nera, regia di Filippo Walter Ratti (1951)
- Arrivano i nostri, regia di Mario Mattoli (1951)
- Papà ti ricordo!, regia di Mario Volpe (1952)
- Il tallone d'Achille, regia di Mario Amendola e Ruggero Maccari (1952)
- Il tenente Giorgio di Raffaello Matarazzo (1952)
- Serenata amara, regia di Pino Mercanti (1952)
- Papà ti ricordo, regia di Mario Volpe (1952)
- Siamo tutti inquilini, regia di Mario Mattoli (1953)
- La pattuglia dell'Amba Alagi, regia di Flavio Calzavara (1953)
- Nozze d'oro, episodio di Cento anni d'amore, regia di Lionello De Felice (1954)
- La grande avventura, regia di Mario Pisu (1954)
- Piccola santa, regia di Roberto Bianchi Montero (1954)
- Non perdiamo la testa, regia di Mario Mattoli (1959)
- I piaceri del sabato notte, regia di Daniele D'Anza (1960)
- Dieci italiani per un tedesco (Via Rasella), regia di Filippo Walter Ratti (1962)
- Sono stato io, regia di Alberto Lattuada (1973)

## Doppiaggio
- James Cagney in La furia umana, La pattuglia dei senza paura, Sposa contro assegno, I fucilieri delle Argonne, Gli angeli con la faccia sporca, Alcool, Zona torrida
- Steve Cochran in Virginia, dieci in amore, I dannati non piangono, Copacabana
- Anthony Quinn in L'ultima riva, Salvate il re, La via dei giganti
- Bruce Cabot in Il canto del deserto, Ai vostri ordini signora!
- Karl Malden in Un tram che si chiama Desiderio, Okinawa
- Conrad Veidt in Casablanca, Sesta colonna
- Guido Morisi in Miliardi, che follia!
- John Garfield in Destinazione Tokio
- Albert Dekker in I gangsters
- Roger Dann in Io confesso
- Douglas Fairbanks Jr. in Il prigioniero di Zenda
- Arthur Kennedy in La storia del generale Custer
- Hugh Marlowe in Il magnifico scherzo
- Alexis Minotis in Bandiera gialla
- Roy Roberts in Il tesoro dei Sequoia
- Ted de Corsia in La signora di Shanghai, Quando torna primavera
- Philip Dorn in Dopo Waterloo
- Lloyd Gough in Rancho Notorious
- Ben Johnson ne Il grande sentiero
- Mike Mazurki in La città nera
- Neville Brand in Il traditore di Forte Alamo
- Marc Lawrence in L'isola di corallo, Il capitano di Castiglia
- Alan Hale in La leggenda di Robin Hood
- George Reeves in Gardenia blu
- Macdonald Carey in L'isola della gloria
- Anthony Caruso in Giungla d'asfalto
- Steve Barclay in Fate largo ai moschettieri!
- Bruce Bennett in Sahara
- Jack Buchanan in Spettacolo di varietà
- Edmond O'Brien in Doppia vita
- Richard Barthelmess in Vento selvaggio
- Jeff Corey in Le foglie d'oro
- Gordon Jones in Sogni proibiti
- Derek Bond in La tragedia del capitano Scott
- Jack Carson in Tifone sulla Malesia
- Daniele Vargas in Una vita difficile
- Charles Bronson in Vera Cruz, L'assedio di fuoco
- Joe De Santis in L'ultima caccia
- Alec Mango in Le avventure del capitano Hornblower, il temerario
- Larry J. Blake in L'uomo dai mille volti
- Nigel Stock in La grande fuga
- Gene Evans in Operazione mistero
- Charles Halton in Allegri imbroglioni
- Joe Kirk in Viaggio al pianeta Venere
- Dimos Starenios in Mai di domenica
- Lucien Prival in Mezzogiorno di fuoco
- Gig Young in Arcipelago in fiamme
- John Parrish in Amore selvaggio
- Ian MacDonald in Ballata selvaggia
- Regis Toomey in Arriva John Doe
- Luigi Pavese in Addio mia bella signora
- Max von Sydow in Il posto delle fragole
- William Phillips in Pietà per i giusti
- John Smith in Wichita
- George J. Lewis in Zorro
- Peter Illing in Furto su misura

### Film d'animazione
- Agenore Darling in Le avventure di Peter Pan (ed. 1953)

## Prosa televisiva
- Il processo di Mary Dugan di Bayard Veiller, regia di Claudio Fino, trasmessa il 26 novembre 1954.
- Fedra di Jean Racine, regia di Sandro Bolchi, 1957.
- Una cattedrale per l'isola di Jean Jacques Bernard,  regia di Anton Giulio Majano, trasmessa il 2 novembre 1960.
- L'affare Picpus, episodio della serie Le inchieste del commissario Maigret, trasmesso il 10, 15 e 17 gennaio 1965.
- Sherlock Holmes - La valle della paura, regia di Guglielmo Morandi, miniserie TV, trasmessa dal 25 ottobre all'8 novembre 1968.
- La donna di cuori, miniserie televisiva diretta da Leonardo Cortese, trasmessa nel 1969.
- Il mulino del Po, regia di Sandro Bolchi - sceneggiato TV (1971)
- La giostra di Massimo Dursi, regia di Sandro Bolchi, sceneggiato TV (1972)

## Prosa radiofonica
EIAR
- Risveglio, radiocommedia di Eligio Possenti, regia di Guglielmo Morandi, trasmessa il 5 aprile 1940.
- L'età delle attrici, commedia di J.M.Barrie, regia di Luigi Maggi, trasmessa il 4 maggio 1940.
- Il signore delle gardenie, commedia di Oreste Biancoli, regia di Luigi Maggi, trasmessa il 13 maggio 1940.
- Se tu no m'ami, un atto di Paola Riccora, per il Programma B, trasmesso il 25 maggio 1943.

RAI
- Le ombre del cuore di Alberto Casella, regia dell'autore, trasmessa il 4 luglio 1949.
- La palla di Carlo Fruttero, regia di Pietro Masserano Taricco, trasmessa il 24 marzo 1954.
- Il litigio, commedia di Charles Vildrac, regia di Umberto Benedetto, trasmessa il 14 giugno 1955